# Ward C. Wheeler
Ward Christopher Wheeler (* 12. Dezember 1963 in New York City) ist ein US-amerikanischer Genetiker und Zoologe.

## Leben
Wheeler schrieb sich 1981 an der Yale University ein, wo er 1985 den Bachelor of Arts mit der Bewertung „cum laude“ erhielt. Nach einem Doktoratsstudium wurde er 1988 unter der Leitung der Genetiker Rodney Honeycutt, James M. Carpenter und James Birchler mit der Dissertation The evolution and systematics of insect ribosomal DNA an der Harvard University in Cambridge, Massachusetts, zum Ph.D. promoviert. Von 1988 bis 1989 war er Postdoc-Stipendiat an der University of California, Los Angeles. 1989 erhielt er eine Anstellung als Assistenzkurator in der Abteilung für Wirbellose am American Museum of Natural History (AMNH). 1994 wurde er zum stellvertretenden Kurator befördert und seit 1999 ist er Kurator der Wirbellosenabteilung. Seit 2008 ist er Professor an der Richard Gilder Graduate School des AMNH, wo er die Kurse Systematik und Biogeographie, Molekulare Systematik, Computergestützte Phylogenetik, DNA-Sequenzanalyse und Phylogenetische Algorithmen unterrichtet. Wheeler hatte auch Lehraufträge an der City University of New York (ab 1989), an der New York University und der Columbia University (beide ab 1991). Von 2007 bis 2012 war er Vorsitzender der Abteilung für Wirbellosenzoologie am AMNH. Von 2007 bis 2018 war er leitender Kurator der AMNH Scientific Computing Facility.
Wheelers Fokus liegt auf der systematischen Theorie und ihrer Anwendung auf die historischen Beziehungen zwischen und innerhalb einer Vielzahl von vielzelligen Tieren. Er entwickelte Theorien und Algorithmen, um evolutionäre Muster aus verschiedenen Quellen phylogenetischer Informationen wie Anatomie, Verhalten und diversen genomischen Daten zu entschlüsseln. Ebenso erweiterte er seine Untersuchungen auf die Einbeziehung von sprachlichen, ethnographischen und genetischen Daten über menschliche Populationen. Wheeler erhielt Fördermittel von verschiedenen Organisationen wie der Defense Advanced Research Projects Agency (DARPA), der NASA und der National Science Foundation (NSF). In seinem Labor am AMNH wird die Evolution von vielzelligen Tieren und ihren anatomischen und genomischen Merkmalen der letzten 500 Millionen Jahre rekonstruiert. Wheeler entwickelte zudem neue Software und Hardware, die im AMNH genutzt wird, um ausgestorbene Tierstämme mit den Genomen, der Morphologie und dem Verhalten rezenter Arten zu vergleichen. 
Wheeler war Koautor bei den Erstbeschreibungen einiger Froschlurchtaxa.
Wheelers Bibliographie umfasst über 240 Publikationen, darunter die vier Bücher Techniques in Molecular Systematics and Evolution (2002), Molecular Systematics and Evolution: Theory and Practice (2002), Dynamic Homology and Phylogenetic Systematics: a Unified Approach Using POY (2006) sowie A Course of Lectures (2012).
Wheeler wurde 1989 Mitglied der Willi Hennig Society, von 1993 bis 1996 sowie 1999 war er Vorstandsmitglied, von 2000 bis 2002 war er Vizepräsident und von 2016 bis 2018 war er Präsident dieser Gesellschaft.

## Erstbeschreibungen von Ward C. Wheeler
- Adelastinae Peloso, Frost, Richards, Rodrigues, Donnellan, Matsui, Raxworthy, Biju, Lemmon, Lemmon & Wheeler, 2016
- Adelphobates Grant, Frost, Caldwell, Gagliardo, Haddad, Kok, Means, Noonan, Schargel & Wheeler, 2006
- Allobatinae Grant, Frost, Caldwell, Gagliardo, Haddad, Kok, Means, Noonan, Schargel & Wheeler, 2006
- Anomaloglossinae Grant, Frost, Caldwell, Gagliardo, Haddad, Kok, Means, Noonan, Schargel & Wheeler, 2006
- Anomaloglossus Grant, Frost, Caldwell, Gagliardo, Haddad, Kok, Means, Noonan, Schargel & Wheeler, 2006
- Aromobatidae Grant, Frost, Caldwell, Gagliardo, Haddad, Kok, Means, Noonan, Schargel & Wheeler, 2006
- Aromobatinae Grant, Frost, Caldwell, Gagliardo, Haddad, Kok, Means, Noonan, Schargel & Wheeler, 2006
- Atlantihyla Faivovich, Pereyra, Luna, Hertz, Blotto, Vásquez-Almazán, McCranie, Sánchez, Baêta, Araujo-Vieira, Köhler, Kubicki, Campbell, Frost, Wheeler & Haddad, 2018
- Boana icamiaba Peloso, Oliveira, Sturaro, Rodrigues, Lima, Bitar, Wheeler & Aleixo, 2018
- Bokermannohyla Faivovich, Haddad, Garcia, Frost, Campbell & Wheeler, 2005
- Bromeliohyla Faivovich, Haddad, Garcia, Frost, Campbell & Wheeler, 2005
- Charadrahyla Faivovich, Haddad, Garcia, Frost, Campbell & Wheeler, 2005
- Chiasmocleis haddadi Peloso, Sturaro, Forlani, Gaucher, Motta & Wheeler, 2014
- Chiasmocleis lacrimae Peloso, Sturaro, Forlani, Gaucher, Motta & Wheeler, 2014
- Chiasmocleis papachibe Peloso, Sturaro, Forlani, Gaucher, Motta & Wheeler, 2014
- Chiasmocleis royi Peloso, Sturaro, Forlani, Gaucher, Motta & Wheeler, 2014
- Cruziohyla Faivovich, Haddad, Garcia, Frost, Campbell & Wheeler, 2005
- Duttaphrynus Frost, Grant, Faivovich, Bain, Haas, Haddad, de Sá, Channing, Wilkinson, Donnellan, Raxworthy, Campbell, Blotto, Moler, Drewes, Nussbaum, Lynch, Green & Wheeler, 2006
- Ecnomiohyla Faivovich, Haddad, Garcia, Frost, Campbell & Wheeler, 2005
- Feihyla Frost, Grant, Faivovich, Bain, Haas, Haddad, de Sá, Channing, Wilkinson, Donnellan, Raxworthy, Campbell, Blotto, Moler, Drewes, Nussbaum, Lynch, Green & Wheeler, 2006
- Hyloxalinae Grant, Frost, Caldwell, Gagliardo, Haddad, Kok, Means, Noonan, Schargel & Wheeler, 2006
- Ingerophrynus Frost, Grant, Faivovich, Bain, Haas, Haddad, de Sá, Channing, Wilkinson, Donnellan, Raxworthy, Campbell, Blotto, Moler, Drewes, Nussbaum, Lynch, Green & Wheeler, 2006
- Isthmohyla Faivovich, Haddad, Garcia, Frost, Campbell & Wheeler, 2005
- Itapotihyla Faivovich, Haddad, Garcia, Frost, Campbell & Wheeler, 2005
- Megastomatohyla Faivovich, Haddad, Garcia, Frost, Campbell & Wheeler, 2005
- Myersiohyla Faivovich, Haddad, Garcia, Frost, Campbell & Wheeler, 2005
- Poyntonophrynus Frost, Grant, Faivovich, Bain, Haas, Haddad, de Sá, Channing, Wilkinson, Donnellan, Raxworthy, Campbell, Blotto, Moler, Drewes, Nussbaum, Lynch, Green & Wheeler, 2006
- Quilticohyla Faivovich, Pereyra, Luna, Hertz, Blotto, Vásquez-Almazán, McCranie, Sánchez, Baêta, Araujo-Vieira, Köhler, Kubicki, Campbell, Frost, Wheeler & Haddad, 2018
- Rheobates Grant, Frost, Caldwell, Gagliardo, Haddad, Kok, Means, Noonan, Schargel & Wheeler, 2006
- Silverstoneia Grant, Frost, Caldwell, Gagliardo, Haddad, Kok, Means, Noonan, Schargel & Wheeler, 2006
- Tlalocohyla Faivovich, Haddad, Garcia, Frost, Campbell & Wheeler, 2005
- Vandijkophrynus Frost, Grant, Faivovich, Bain, Haas, Haddad, de Sá, Channing, Wilkinson, Donnellan, Raxworthy, Campbell, Blotto, Moler, Drewes, Nussbaum, Lynch, Green & Wheeler, 2006